# Русский космизм
Русский космизм — течение русской философской мысли, основанное на холистическом мировоззрении, представляющее собой один из оригинальных вариантов мирового космизма. Характеризуется осознанием всеобщей взаимообусловленности, всеединства; поиском места человека в Космосе, взаимосвязи космических и земных процессов; признанием соразмерности микрокосма (человека) и макрокосма (Вселенной) и необходимости соизмерять человеческую деятельность с принципами целостности этого мира. Включает в себя элементы науки, философии, религии, искусства, а также псевдонауки, оккультизма и эзотеризма. Данное течение описано в значительном количестве российских публикаций по антропокосмизму, социокосмизму, биокосмизму, астрокосмизму, софиокосмизму, светокосмизму, космоэстетике, космоэкологии и другим близким темам, но не имеет практически никакого заметного влияния в западных странах.

В середине XIX века в России в результате взаимовлияний естественных и гуманитарных дисциплин на почве самобытной культуры России возникло своеобразное течение мысли (или по выражению Н. Н. Моисеева — умонастроение), получившее определение «русского космизма». … Духовный, научный и творческий потенциал русского космизма, его проективная направленность и оптимистический взгляд на будущее делают это течение всё более привлекательным для наших современников.
— Исакова Н. В. Феномен глобальности в философии русского космизма

## Происхождение термина
Интерес к учениям космистов сложился в СССР в связи с развитием космонавтики, актуализацией социальных и экологических проблем.
Термин «русский космизм» как характеристика национальной традиции мысли возник в 1970-е годы.
- По одной из версий, автором термина «русский космизм» является Юлия Шишина, сотрудница Александра Чижевского в последние годы его деятельности[7];
- По другим сведениям, термин был предложен Николаем Гаврюшиным в сентябре 1970 года с целью обозначить направление, к которому принадлежал Константин Циолковский[8];
- По третьей версии, термин «философия русского космизма» ввёл в научный оборот Ф. И. Гиренок в 80-е годы XX века, хотя выражения «космическое мышление», «космическое сознание», «космическая история» и «космическая философия» (фр. philosophie cosmique) встречались ещё в оккультной и мистической литературе XIX века (Карл Дюпрель, Макс Теон, Елена Блаватская, Анни Безант, Пётр Успенский), а также в эволюционной философии[2].

Термин «космическая философия» употреблялся К. Циолковским. В 1980—1990-х годах в российской литературе первоначально преобладало узкое понимание русского космизма как естественнонаучной школы (Николай Фёдоров, Николай Умов, Николай Холодный, Константин Циолковский, Владимир Вернадский, Александр Чижевский и другие). Однако впоследствии всё большее значение начинает приобретать широкая трактовка русского космизма как социокультурного феномена, включающая указанное «узкое» понимание в качестве своего частного случая, наряду с другими направлениями русского космизма, такими как религиозно-философское, поэтически-художественное, эстетическое, музыкально-мистическое, экзистенциально-эсхатологическое, проективное и другими. При этом исследователи отмечают разнообразие и условность классификаций этого феномена по двум причинам: все «космисты» были одарены талантами в различных сферах культуры и являлись оригинальными мыслителями, создававшими достаточно независимые системы, требующие индивидуального анализа.

## Естественно-научный и религиозно-мистический русский космизм
Эволюция космистского мировоззрения исторически прошла несколько этапов. Её основными направлениями следует считать религиозно-философское и естественно-научное.
Религиозно-мистическое крыло русского космизма связано с идеей единства духовного, космического и человеческого, космического и нравственного. Основанием такой формы космизма явились две методологические концепции — теологическая и эволюционная, взятые в их соединении. Один из вариантов религиозно-мистического космизма представлен В. С. Соловьёвым в рамках философии всеединства; его суть — софийность мироздания, преображение космоса вследствие преображения человечества в Богочеловечество, этичность мироздания. Основные представители — Фёдоров, Соловьёв, Рерих, Бердяев.
К естественно-научному крылу русского космизма обычно относят К. Э. Циолковского, Н. А. Умова, А. А. Чижевского, В. И. Вернадского. Общим источником размышлений для них явилась идея о том, что «естественные предложения» природы недостаточны для жизни человечества и следует создавать «новую» природу на основе разума, науки. Сам же процесс созидания нового качества носит глобальный эволюционный характер. В. И. Вернадский рассматривал эволюцию биосферы как единство космического, геологического, биогенного и антропогенного процессов. Человечество становится мощной геологической силой. В этих условиях перед ним ставится вопрос о перестройке биосферы в интересах свободно мыслящего человечества как единого целого. Новое состояние, к которому, не замечая того, приближается человечество, охарактеризовано Вернадским как «ноосфера». В ноосфере (сфере разума) природные и социальные законы составляют неразрывное единство. Эволюционный процесс приобретает новое направление — ноокосмогенетическое, и, таким образом, космическая и планетарная реальность становится новым типом целостности.

## Принципы
Некоторые философы находят созвучие главных принципов философии космизма со многими фундаментальными идеями современной научной картины мира и их позитивный потенциал для разработки новой метафизики как философского основания нового этапа развития науки. Сторонники видят актуальность идей космизма в разрешении вызовов современности, таких как проблемы поиска нравственных ориентиров, объединения человечества перед лицом экологического кризиса, преодоления кризисных явлений культуры. Приверженцы считают космизм оригинальным плодом русского разума, существенной частью «русской идеи», специфически национальный характер которой предполагается укоренённым в уникальном русском архетипе «всеединства».
С другой стороны, русский космизм тесно связан с псевдонаучными, оккультными и эзотерическими течениями философской мысли и признаётся некоторыми исследователями умозрительной концепцией, сформулированной в весьма неопределённых терминах.

## Публикации
- Аблеев С. Р. Фундаментальные философские основания концепции космической эволюции человека: сущность, зарождение и историческое развитие. Диссертация на соискание учёной степени доктора философских наук. Специальность: 09.00.03.// НИИ социальных проблем РАЕН. 2000.
- Абрамов М. А. Русский космизм: идея единства культуры и многоплановая реальность: диссертация … доктора культурологии: 24.00.01 / Мордовский государственный университет имени Н. П. Огарёва. Саранск, 2007. — 498 с.: ил. РГБ ОД, 71 07-24/38 Автореферат диссертации.
- Абрамова Т. В. Космизм в русской религиозной философии: (В. С. Соловьёв, П. А. Флоренский, С. Н. Булгаков): Дис. … канд. филос. наук: 09.00.03 М., 1994.
- Алексеева В. И. Монистические тенденции философии космизма (социально-философский анализ): Дис. … канд. филос. наук: 09.00.11. Москва, 2005. 163 с. РГБ ОД, 61:06-9/202.
- Базалук О. А. Философия образования в свете новой космологической концепции: учебник / Олег Александрович Базалук. — К.: Кондор, 2010. — 458 с.
- Башкова Н. В. Проблема преображения человека в философии русского космизма (В. И. Вернадский, Н. К. Рерих, Е. И. Рерих, К. Э. Циолковский): Автореферат диссертации. … канд. филос. наук: 09.00.13: Тула, 2004 192 c. РГБ ОД, 61:04-9/658.
- Бернюкевич Т. В. Буддийские идеи в культуре России конца XIX — первой половины XX века. Специальность: 09.00.13 — философская антропология, философия культуры, 09.00.14 — философия религии и религиоведение, Читинский государственный университет — 2010. Автореферат диссертации на соискание учёной степени доктора философских наук.
- Введенская Е. В. Утопические идеи в философии русского космизма: Н. Ф. Фёдоров, К. Э. Циолковский, В. И. Вернадский. 09.00.03. История философии. Москва 2007, Автореферат диссертации кандидата философских наук.
- Вентцель К. Н. Заметки о космическом воспитании // Вентцель К. Н. Свободное воспитание: Сб. науч. трудов. М., 1993. С. 162.
- Дёмин В. Н. Философские принципы русского космизма. Дис. доктора философских наук, 1997.
- Емельянов Б. В. Космическая педагогика К. Н. Вентцеля // Школа мысли: альманах гуманитарного знания. Новосибирск, 2003. Вып. 2. С. 109–113.
- Емельянов Б. В. Космические ориентиры русской педагогики // Идеи космизма в педагогике и современном образовании: материалы науч.-пед. конф. — Екатеринбург, 2004. С. 27–34.
- Емельянов С. А. Модернизация России: социально-философский анализ. Автореферат диссертации на соискание учёной степени доктора философских наук. Специальность — 09.00.11 — социальная философия. Российский государственный педагогический университет им. А.И. Герцена, 2008.
- Ефимова Н. М. Русский космизм о природе жизни и смерти: Н. Фёдоров, К. Циолковский, А. Платонов: Автореферат диссертации кандидата философских наук: 09.00.03. — Киров, 1996. — 176 с. РГБ ОД.
- Идеи космизма в педагогике и современном образовании: материалы науч.-пед. конф. (Екатеринбург, 5–6 дек. 2003 г.) / отв. ред. Б. В. Емельянов, О. А. Уроженко. — Екатеринбург: Изд-во Урал. ун-та, 2004. — 128 с.
- Исакова Н. В. Феномен глобальности в философии русского космизма. 09.00.03. История философии. Автореферат диссертации на соискание учёной степени кандидата философских наук, Краснодар, 2004.
- Касаткина С. Н. Антропокосмическая концепция воспитания К. Э. Циолковского: Дис. … д-ра пед. наук: 13.00.01: Москва, 1999. — 319 c.
- Касаткина С. Н. Идеалы и ценности философско-педагогического наследия К. Э. Циолковского [Текст] / С. Н. Касаткина // Педагогика. — 2011. — № 5. — С. 105—111.
- Каширина О. В. Культура времени в современной картине жизни. Автореферат диссертации на соискание учёной степени доктора философских наук. 09.00.13 — Религиоведение, философская антропология, философия культуры. ГОУ ВПО «Ставропольский государственный университет», 2007.
- Ковалёва Г. П. Философское исследование онтологии естественнонаучного космизма. Автореферат диссертации на соискание учёной степени кандидата философских наук. 09.00.01. Онтология и теория познания. Кемерово, 2003.
- Кожурин А. Я. Философско-антропологические основания русской идеи просвещения. Специальность: 09.00.11 – социальная философия. Д 212.199.24, Российский государственный педагогический университет им. А. И. Герцена, 2008.
- Корженко (Михалёва) О. М. Педагогические идеи в русском космизме: Дис. … д-ра пед. наук: 13.00.01: Белгород, 2000. — 155 с.
- Кричевский С. В. Аэрокосмическая деятельность: философско-методологический анализ. Автореферат диссертации на соискание учёной степени доктора философских наук. Специальности: 09.00.08 — философия науки и техники; 09.00.11 — социальная философия. Д.212.141.12. Московский государственный технический университет им. Н. Э. Баумана.
- Личковах В. А. Педагогический и эвристический смысл принципа «Палубы» в космизме Н.Ф. Фёдорова // Русский космизм и ноосфера: Тез. докл. Всесоюз. науч.-практ. конф.: В 2 ч. / Под ред. О. Д. Куракиной. — М., 1989. — Ч. 1. — С. 27-28.
- Макогонова В. В. Антропологические проблемы русского космизма: Дис… канд. филос. наук: 09.00.05 / Днепропетровский гос. ун-т. — Днепропетровск, 1996. — 151 л.
- Овечкина И. С. Космизм и русское искусство первой трети XX века. Автореферат диссертации на соискание учёной степени кандидата культурологии. Специальность: 24.00.02 — историческая культурология. Краснодар. 1999.
- Останина С. В. Философско-методологическое своеобразие идей русского космизма в науке: Автореферат диссертации на соискание учёной степени кандидата философских наук: 09.00.01: Екатеринбург, 2004. 160 c. РГБ ОД, 61:05-9/91.
- Панкрушина А. М. Философско-педагогические идеи представителей русского космизма в становлении ноосферного образования. Автореферат диссертации на соискание учёной степени кандидата педагогических наук. 13.00.01. Общая педагогика, история педагогики и образования. Нижний Новгород. 2004.
- Парфёнова А. И. Влияние философии космизма на русскую культуру конца XIX - начала XX века. Диссертация на соискание учёной степени кандидата культурологических наук. С.-Петерб. гос. ун-т культуры и искусств. СПб., 2001.
- Перекусихина Н. А. Педагогическая концепция русского космизма. Дис. … канд. пед. наук: 13.00.01. — Москва, 2004. — 223 с.
- Платонова Д. В. Экологические идеи в русском космизме. Автореферат диссертации канд. культурологических наук: 24.00.01. Москва, 2004. 162 c. РГБ ОД, 61:04-24/106.
- Пурто Е. Е. Идеи современного подхода в русском космизме. Дис. — канд. философ. наук. — М., 1996. — 182 с.
- Пушкина И. М. Генезис идей К. Н. Вентцеля как основоположника космической педагогики. Автореф. дисс. … канд. пед. наук. — М.: Московский психолого-социальный институт, 2007. — 26 с.
- Пушкина И. М. Космическая педагогика как историко-культурный феномен в России начала XX века. — «Мир образования — образование в мире», № 3, 2008.
- Русский космизм [Электронный ресурс] // Сайт. URL: http://cosmizm.ru.
- Русский космизм: Антология философской мысли / Сост. С.Г. Семёновой, А.Г. Гачевой. — М.: Педагогика-Пресс, 1993. — 368 с.
- Савельева И. П. Идеи космизма в музыкальной культуре серебряного века. Дис. … канд. культурологических наук: 24.00.01. Нижневартовск, 2004 148 c. РГБ ОД, 61:04-24/111.
- Салмина И. Ю. История формирования идей философии космизма в русской культуре. Автореферат диссертации: … канд. филос. наук: 09.00.03. Мурманск, 2005. 150 с. РГБ ОД, 61:05-9/725.
- Самохина Н. Е. Философское учение Агни Йоги: космос, человек, сознание (историко-философский анализ). Автореферат диссертации на соискание учёной степени доктора философских наук. Москва, 2008. Специальность — 09.00.03 — история философии.
- Самсонова Н. В. Космизм А.Л. Чижевского: философско-методический анализ // Автореферат диссертации на соискание учёной степени к.ф.н., М.: Российская Академия государственной службы при Президенте РФ, 1996.
- Селицкий А. Л. Феномен космизма в контексте формирования антропоприродной парадигмы // Идеи и идеалы. — 2021 — Том 13, №3, ч.1 — С. 48‐68..
- Скачков А. С. Русский космизм о статусе социального в системе мироздания. Дис. канд. филос. наук. — Омск, 2001. — 191 с.
- Строганова Т. Идеи космизма в воспитании // Магистр. 1991. Сентябрь. — с. 50.
- Субетто А. И. Микрокосм и макрокосм // Русский космизм и ноосфера. Тез. докл. всесоюз. науч.-практ. конф.: в 2 ч. / Под ред. О. Д. Куракиной. — М., 1989. — Ч. 1. — С. 133-138.
- Суслов А. В. Нравственные основания русского космизма. Специальность — 09.00.05 — этика. Автореферат диссертации на соискательство учёной степени философских кандидата наук. МГУ им. М.В. Ломоносова. М., 1999. с.4.
- Турпак Н. В. Проблема единства человека и мира в украинской и российской философской культуре (идея космизма). Дис…канд.филос.наук: 09.00.03 / КГПИ им. М. П. Драгоманова. — Киев, 1993. — 139 с. — Библиогр.: с.130-139.
- Туфанов А. О. Философия русского космизма о месте и предназначении человека в мироздании. Автореф. дис. канд. филос. — 09.00.13. СПб., 2001.
- Уланов М. С. Буддизм в социокультурном пространстве России (социально-философский анализ). 09.00.11, социальная философия. Д 212.208.01. ФГОУ ВПО «Южный федеральный университет». Ростов-на-Дону — 2010. Автореферат диссертации на соискание учёной степени доктора философских наук.
- Хохлова Л. И. Философско-математические аспекты естественнонаучного направления в русском космизме. Дис. … канд. филос. наук. 09.00.03. Мурманск, 2006. 169 с. РГБ ОД, 61:06-9/619.
- Хуторская Л. Н. Мечта и космос: использование научно-фантастических произведений К. Э. Циолковского в курсе физики средней школы [Текст] / Л. Н. Хуторская. Тула: Приок. кн. изд-во, 1975. — 112 с.
- Хуторской А. В. Каждый человек — это Вселенная // Черноголовская газета. — 1990. — № 1. — 16 ноября.
- Хуторской А. В.  Русские космисты. [Электронный ресурс] // А.В.Хуторской. Персональный сайт — Хроника бытия; 20.02.2017 г. — http://khutorskoy.ru/be/2017/0220/.
- Хуторской А. В. Виртуальное образование и русский космизм // Интернет-журнал «Эйдос». — 1999. — 5 января. — В надзаг: Центр дистанционного образования «Эйдос», e-mail: list@eidos.ru.
- Хуторской А. В. Дидактические основы эвристического обучения. Дис. … д-ра пед. наук. 13.00.01. М., МПГУ, 1998. — 388 с.
- Хуторской А. В. Космическое ли это воспитание? // Учительская газета, 1995. — №26. — 14 июня. — С. 12.
- Хуторской А. В. Педагогика русского космизма // Частная школа. — 1993. — №2. — С. 11-22.
- Хуторской А. В. Педагогика русского космизма [Электронный ресурс] // А.В.Хуторской. Персональный сайт — Научная школа.
- Хуторской А. В. Педагогика русского космизма. Выступление на чтениях Международного центра Рерихов 26 июля 2021 г. Ютуб. EidosVideo.
- Хуторской А. В. Педагогические основания русского космизма // Академии Тринитаризма. М., Эл № 77-6567, публ.27273, 07.08.2021.
- Хуторской А. В. Педагогическое развитие русского космизма // Известия Международной славянской академии образования им. Я.А.Коменского. — 2005. — №3. — С.41—45.
- Хуторской А. В. Философия русского космизма как аксиологический базис отечественного образования // Труды научного семинара «Философия — образование — общество» / Под ред. В. А. Лекторского. — М.: НТА «АПФН», 2005. (Сер. Профессионал). — Т.II. — С. 142-152.
- Хуторской А. В. Школа русского космизма — где как не в Калуге? [Электронный ресурс] // А.В.Хуторской. Персональный сайт — Хроника бытия; 19.09.2018 г.
- Хуторской А. В. Школа русского космизма [Электронный ресурс] // А.В.Хуторской. Персональный сайт — Научная школа.
- Хуторской А. В. Школа русского космизма. [Электронный ресурс] // Вестник Института образования человека. — 2012. — №1. http://eidos-institute.ru/journal/2012/100/. — В надзаг: Института образования человека, e-mail: vestnik@eidos-institute.ru.
- Хуторской А. В. Эвристический смысл педагогики русского космизма // Духовно-нравственная культура преподавателя ВУЗа XXI века: материалы международной конференции "Духовное возрождение на основе синтеза науки, религии, культуры, образования". — М.: МГТА, 2002. — С.56-58.
- Чемерисова Н. В. Культурная парадигма русского космизма: идеалы и ценности. Автореф. дис. … канд. филос. наук / Рост. гос. ун-т. — Ростов н/Д, 2002.
- Шарошкина Т. А. Принципы космической педагогики К. Н. Вентцеля // Молодой учёный. — 2014. — № 7. — С. 567-570.
- Шетракова А. Н. Проза С. Клычкова и В. Распутина: миф о крестьянском космосе и философия русского космизма: диссертация … кандидата филологических наук: 10.01.01 / Шетракова Александра Николаевна [Место защиты: Моск. гос. ун-т им. М.В. Ломоносова. Филол. фак.]. — Москва, 2008. — 215 с.: ил. РГБ ОД, 61 08-10/561.
- Яблонский Э. Г. Философско-мировоззренческие основания русского космизма. Дис. канд. филос. наук. — СПб., 1999. — 139 с.